# Hiraea quapara
Hiraea quapara là một loài thực vật có hoa trong họ Malpighiaceae. Loài này được (Aubl.) Sprague mô tả khoa học đầu tiên năm 1924.